# Liste der Baudenkmale in Oberbarnim
In der Liste der Baudenkmale in Oberbarnim sind alle Baudenkmale der brandenburgischen Gemeinde Oberbarnim und ihrer Ortsteile aufgelistet. Grundlage ist die Veröffentlichung der Landesdenkmalliste mit dem Stand vom 31. Dezember 2020.

## Baudenkmale
In den Spalten befinden sich folgende Informationen:
- ID-Nr.: Die Nummer wird vom Brandenburgischen Landesamt für Denkmalpflege vergeben. Ein Link hinter der Nummer führt zum Eintrag über das Denkmal in der Denkmaldatenbank. In dieser Spalte kann sich zusätzlich das Wort Wikidata befinden, der entsprechende Link führt zu Angaben zu diesem Denkmal bei Wikidata.
- Lage: die Adresse des Denkmales und die geographischen Koordinaten. Link zu einem Kartenansichtstool, um Koordinaten zu setzen. In der Kartenansicht sind Denkmale ohne Koordinaten mit einem roten beziehungsweise orangen Marker dargestellt und können in der Karte gesetzt werden. Denkmale ohne Bild sind mit einem blauen bzw. roten Marker gekennzeichnet, Denkmale mit Bild mit einem grünen beziehungsweise orangen Marker.
- Bezeichnung: Bezeichnung in den offiziellen Listen des Brandenburgischen Landesamtes für Denkmalpflege. Ein Link hinter der Bezeichnung führt zum Wikipedia-Artikel über das Denkmal.
- Beschreibung: die Beschreibung des Denkmales
- Bild: ein Bild des Denkmales und gegebenenfalls einen Link zu weiteren Fotos des Baudenkmals im Medienarchiv Wikimedia Commons

### Bollersdorf
| ID-Nr.   | Lage                  | Bezeichnung                                    | Beschreibung | Bild                                           |
| -------- | --------------------- | ---------------------------------------------- | --- | ---------------------------------------------- |
| 09180372 | Am Dorfteich 8 (Lage) | Hofanlage mit Wohnhaus und Wirtschaftsgebäuden | Die sanierte Hofanlage mit weißverputztem Wohnhaus und Wirtschaftsgebäuden aus Feldsteinen liegt – wie fast alle Baudenkmale Oberbarnims – auf der Oberbarnimer Feldsteinroute. | Hofanlage mit Wohnhaus und Wirtschaftsgebäuden |
| 09180170 | Hauptstraße 4 (Lage)  | Dorfkirche mit Kirchhofeinfriedung             | Die Dorfkirche aus Feldstein geht wahrscheinlich auf das 15. oder beginnende 16. Jahrhundert zurück. Die einschiffige Saalkirche mit Chor am Ostschluss erhielt ihr heutiges Gesicht vor allem mit dem neuen Westturm von 1861 und dem Wiederaufbau nach einem Brand im Jahr 1951. | weitere Bilder                                 |
| 09180373 | Hauptstraße 18 (Lage) | Chausseehaus                                   | Das Chausseehaus aus roten Klinkersteinen liegt an der Landesstraße 34 am nordöstlichen Ortsausgang. Das verwahrloste Gebäude steht leer (Stand 2012). | Chausseehaus                                   |

### Grunow
| ID-Nr.   | Lage                                  | Bezeichnung | Beschreibung | Bild           |
| -------- | ------------------------------------- | ----------- | --- | -------------- |
| 09180452 | Dorfkirche Grunow (Oberbarnim) (Lage) | Dorfkirche  | Die ungewöhnliche Lage der Dorfkirche aus dem 13. Jahrhundert am Ostrand des heutigen Ortes deutet darauf hin, dass Grunow vorübergehend wüst fiel und etwas nach Westen verlagert wiederaufgebaut wurde. Die Kirche weist im Mauerwerk bemerkenswerte Schachbrettsteine und einen in der Region einmaligen Stein mit einem Jerusalemkreuz auf. Die Kirche wurde nach der Zerstörung 1945 wieder aufgebaut, die Glocke befindet sich neben der Kirche in einem Glockenschauer. | weitere Bilder |

### Ihlow
| ID-Nr.   | Lage                                                                | Bezeichnung | Beschreibung | Bild |
| -------- | ------------------------------------------------------------------- | --- | --- | --- |
| 09180483 | Ihlower Ring 1-4, 4a-c, 5, 5a-c, 6-9, Reichenberger Straße 6 (Lage) | Gutsanlage, bestehend aus Herrenhaus, Speicher mit Remise und Stall, Gutshof mit Brennerei, Scheune mit Kartoffelkeller, Stallgebäuden und Verwalterhaus, Gutsarbeiterhäusern sowie Gutspark mit Familiengrabstelle derer von Bredow | Das Schloss Ihlow, ehemals ein zweigeschossiger Mittelbau aus der 1. Hälfte des 18. Jahrhunderts mit eingeschossigen Flügeln, wurde nach 1900 baulich stark verändert. In der DDR wurde es als Dorfzentrum mit Kindergarten, Gaststätte und Geschäften genutzt. | Gutsanlage, bestehend aus Herrenhaus, Speicher mit Remise und Stall, Gutshof mit Brennerei, Scheune mit Kartoffelkeller, Stallgebäuden und Verwalterhaus, Gutsarbeiterhäusern sowie Gutspark mit Familiengrabstelle derer von Bredow |
| 09180482 | Ihlower Ring 20 (Lage)                                              | Dorfkirche | Die evangelische Kirche wurde im zweiten Viertel des 13. Jahrhunderts erbaut, der Turm ist aus der Bauzeit. Es ist ein Bau aus Feldstein mit einem eingezogenen Chor und einer halbkreisförmigen Apsis.                                                         | weitere Bilder |

### Klosterdorf
| ID-Nr.   | Lage                          | Bezeichnung                                    | Beschreibung | Bild           |
| -------- | ----------------------------- | ---------------------------------------------- | --- | -------------- |
| 09180496 | Straße des Friedens 15 (Lage) | Dorfkirche und Kirchhofs-mauer mit Wandgräbern | Die Feldsteinkirche des zu dieser Zeit im Besitz des Klosters Zinna befindlichen Dorfes stammt aus dem 13. Jahrhundert. Die vierteilige Kirche ist ein Bau vollständigen Typs, besteht also aus einem querrechteckigen Westturm, einem Schiff gleicher Breite und einem leicht eingezogenen Chor mit östlich abschließender Apsis. | weitere Bilder |

### Pritzhagen
| ID-Nr.   | Lage                   | Bezeichnung                                                                                   | Beschreibung | Bild                                                                                          |
| -------- | ---------------------- | --------------------------------------------------------------------------------------------- | --- | --------------------------------------------------------------------------------------------- |
| 09180869 | Kirchhof (Lage)        | Grabstätte Charlotte Gräfin von Itzenplitz                                                    | Die Grabstätte der langjährigen Verwalterin der Güter Bollersdorf Charlotte Gräfin von Itzenplitz und Pritzhagen, Vorsitzenden des Vaterländischen Frauenvereins, Kapitelsdame des Louisenordens und Ehrenstiftsdame zu Heiligengrabe aus dem märkischen Adelsgeschlecht von Itzenplitz befindet sich direkt an der südlichen Außenmauer der Pritzhagener Feldsteinkirche (Text der Grabinschrift).                                                                         | weitere Bilder                                                                                |
| 09180371 | Lindenstraße (Lage)    | Dorfkirche                                                                                    | Die einschiffige rechteckige Dorfkirche stammt wahrscheinlich aus dem 14./15. Jahrhundert und ist aus Feldsteinen gemauert, die komplett verputzt sind. Ihr heutiges Gesicht erhielt die spätgotische Kirche vor allem mit dem eingezogenen quadratischen Westturm von 1742, durch seine Erneuerung im oberen Teil 1841 und durch größere Umbaumaßnahmen in den Jahren 1906/07. Ein hölzerner Altaraufsatz mit seitlichen Akanthuswangen geht auf die Jahre 1730/40 zurück. | weitere Bilder                                                                                |
| 09181021 | Lindenstraße 12 (Lage) | Hofanlage, bestehend aus Wohnhaus, Stallgebäude und Scheune sowie straßenseitiger Einfriedung | Die Hofanlage gehört zum Ensemble des 2004 sanierten Dorfangers mit dem Dorfteich und den einfassenden Feldsteinmauern wie auch der Feldsteineinfriedungen der Gehöfte in der Ortsmitte. | Hofanlage, bestehend aus Wohnhaus, Stallgebäude und Scheune sowie straßenseitiger Einfriedung |